# Grimm (3.ª temporada)

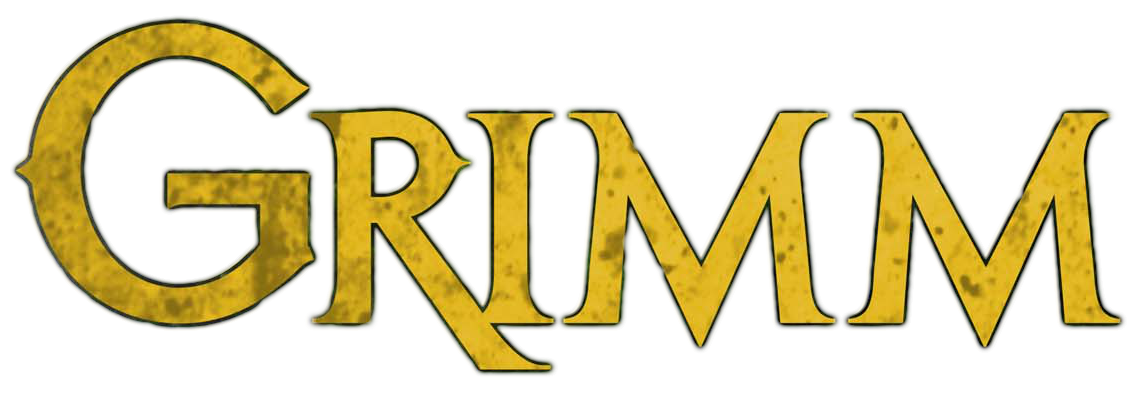
Logo original da série.

A terceira temporada da série de televisão Grimm foi renovada oficialmente pela NBC e anunciada no dia 26 de abril de 2013.  Ficou definido que a temporada terá 22 episódios.  A trama segue com a história de Nick Burkhardt, um descendente da linhagem dos Grimms, que enquanto é um policial, tenta não expor o seu segredo de ser um Grimm.  A série é baseada nos Contos de Grimm, dos Irmãos Grimm, e foi criada por David Greenwalt, Jim Kouf e  Stephen Carpenter´.
A série é exibida no Brasil pela Universal Channel e em Portugal pela Syfy.

## Enredo
O enredo da terceira temporada da série continua com a história de Nick Burkhardt, um detetive de homicídios que tem sua vida transformada ao descobrir que é descendente de uma sociedade secreta, conhecida como Grimm. Sua missão, assim como a de seus antepassados, é manter o equilíbrio entre a vida real e a mitologia. Entretanto, essa "vida dupla" oferece alguns perigos ao detetive e a seus entes mais próximos, em especial sua namorada, Juliette, e seu parceiro de trabalho, Hank, que agora já sabem da existência das criaturas e também quem é Nick.

## Elenco

### Principal
- David Giuntoli como Nick Burkhardt
- Bitsie Tulloch como Juliette Silverton
- Russell Hornsby como Hank Griffin
- Silas Weir Mitchell como Monroe
- Sasha Roiz como Capitão Sean Renard
- Reggie Lee como Sargento Wu
- Bree Turner como Rosalee Calvert
- Claire Coffee como Adalind Schade

### Recorrente
- James Frain como Eric Renard
- Mary Elizabeth Mastrantonio como Kelly Kessler Burkhardt
- Sharon Sachs como Dra. Harper

## Produção
Em  26 de abril, 2013, a NBC anunciou a renovação da série para sua terceira temporada que contará com 22 episódios.

## Episódios
| N. | Título original (Título em Português)                                                         | Diretor(es)           | Escritor(es)                     | Estreia                 | Audiência em milhões (EUA) |
| --- | --------------------------------------------------------------------------------------------- | --------------------- | -------------------------------- | ----------------------- | -------------------------- |
| 1 | "The Ungrateful Dead (O Morto Ingrato)"                                                       | Norberto Barba        | David Greenwalt e Jim Kouf       | 25 de outubro de 2013   | ASA                        |
| O destino de Nick é incerto como zumbi e as criaturas continuam invadindo Portland. Em pânico, Juliette, Monroe e Rosalee recorrem a ajuda de Hank para se defenderem da multidão de zumbis, enquanto tentam descobrir o que aconteceu com Nick. Sabendo da verdade, Capitão Renard toma medidas para ajudar a resgatar Nick das garras de seu irmão, Eric. Nick zumbificado é enviado por avião para Viena, mas, a aeronave caiu. Nick sobrevive. Assim como o piloto e co-piloto. O Barão Samedi morre. Nick vaga pela mata e chega a um bar, onde inicia uma briga. Depois, sai para atacar uma família. Noutro lugar, com a ajuda da misteriosa Stefania, Adalind encontra-se de frente para a tarefa mais cruel na sua jornada para recuperar os seus poderes de Hexenbiest. Adalind consegue o coração Frau Catharina e corta suas mãos e os seus pés para tentar recuperar seus poderes. Citação de Abertura: "Mas, se eu ficar aos pés da pessoa doente, ela é minha" (A Madrinha Morte) |                                                                                               |                       |                                  |                         |                            |
| 2 | "PTZD - “Post-traumatic Zombie Disorder“ (TPTZ - “Transtorno pós-traumático de Zumbificação)" | Eric Laneuville       | David Greenwalt e Jim Kouf       | 1º de novembro de 2013  | ASA                        |
| A caça por um Nick maníaco se agrava; o Capitão Renard lida com invasões de hordas de zumbis nacionais e internacionais. Nick finalmente volta ao normal, enquanto é procurado pela polícia, sob o nome de Thomas Shirach. Achando que matou uma pessoa no bar, Nick deseja se entregar. O Capitão Renard tenta matar seu irmão, para não criar complicações. Adalind recupera seus poderes de modo atroz e passa mais tempo com Stefania. Citação de Abertura: "Não é mais surpreendente nascer duas vezes do que uma vez, tudo na natureza é ressurreição" (Citações e Provérbios de Voltaire) |                                                                                               |                       |                                  |                         |                            |
| 3 | "A Dish Best Served Cold (Um prato que é melhor servido frio)"                                | Karen Gaviola         | Rob Wright                       | 8 de novembro de 2013   | ASA                        |
| Nick faz exames médicos que revelaram que sua frequência cardíaca permanece baixa, independentemente do esforço que faça. Ele parece manter o legado de suas recentes desventuras com o Baron Samedi. Ele continua se sentindo culpado pela morte do homem no bar, mas o Capitão Renard pergunta a Nick se o que realmente o atormenta é ter matado um ser humano "normal" e não um Wesen. O episódio está centrado num restaurante onde o Chef e sua equipe são Bauerschweins, criaturas parecidas com porco. Uma série de cenas de crimes perturbadores leva Nick e Hank para a ressurreição de uma antiga rixa que é muito familiar para Nick e Monroe. Nick e Hank investigam a morte de duas pessoas cujo abdômen parece ter explodido e verificam que ambos comeram em um restaurante dirigido por um famoso chef bauerschwein e que os mortos eram blutbaden . Monroe e Rosalie jantam neste lugar sem serem afetados, eles compreendem que o que fez mal aos blutbaden estava em uma torta oferecido pelo chefe. Porém, Monroe não aceitou porque continha carne. Nick, Hank e Monroe pressionam o chefe para confessar seus crimes, mas, ele nega, alegando que Nick não tenha prova alguma, simulando uma tentativa de assassinato e retaliação contra si próprio. Com a notícia da morte de um membro da família real, vários jogadores importantes começam a fazer seu movimento. Entretanto, apesar de seu trauma recente, Nick encontra-se mais saudável do que o normal e Monroe e Rosalee falam sobre seu relacionamento e seu futuro. Citação de Abertura: "Este é o parque da morte, onde ela gera vida para alimentá-la. Gritos de dor são música para o seu banquete" (O Cigano Espanhol - poema dramático de George Eliot - 1868) |                                                                                               |                       |                                  |                         |                            |
| 4 | "One Night Stand (Uma Noite de Amor)"                                                         | Steven DePaul         | Sean Calder                      | 15 de novembro de 2013  | ASA                        |
| O episódio refere-se a tipo de relacionamento sexual passageiro, que normalmente dura só uma noite, uma espécie de transa sem compromisso, girando em torno de náiades, uma espécie de sereias. Enquanto Nick espera que seus resultados médicos, um homem é puxado para o fundo de um lago, enquanto ele se banhava com duas mulheres e seu amigo. No dia seguinte, este homem é encontrado morto afogado. O seu amigo também é atraído para o fundo, mas, consegue escapar. Quando Nick e Hank investigam estas mortes por afogamento com misteriosas marcas nos tornozelos das vítimas, descobrem um grupo de criaturas aquáticas que matam suas vítimas com um abraço mortal dado após o coito. Enquanto isso, Rosalee começa a desembalar suas coisas na casa de Monroe. O capitão Renard faz uma constatação surpreendente sobre as possíveis identidades dos pais do bebê real. Citação de Abertura: "Cada vez mais ela aprendia a amar os seres humanos e desejava poder sair do mar e viver entre eles." (A Pequena Sereia) |                                                                                               |                       |                                  |                         |                            |
| 5 | "El Cucuy (A Coca)"                                                                           | John Behring          | Michael Golamco                  | 29 de novembro de 2013  | ASA                        |
| O episódio baseia-se numa lenda originária de Portugal e Espanha. O Coco, Coca, ou Cuca - como se conhece no Brasil – é um ser mítico, uma espécie de fantasma, bruxa ou bicho-papão com que se assustam as crianças. De aparência não definida, este ser assustador tem representação figurada com uma cabeça de abóbora ou cabaça, da qual sai luz ou fogo. Nick e Hank investigam um caso com ocorrências repetidas de alguém cauteloso que age semelhante à fera de uma antiga lenda espanhola, num bairro da classe trabalhadora de Portland. Um vigilante assume nova forma para limpar o bairro. Noutro lugar, Juliette descobre a verdade sobre a mãe de Nick. Enquanto isso, Adalind tem um breve susto durante o exame de ultrassom. Citação de Abertura: "Dorme, menino, dorme já; senão a Cuca vem te comer". (Canção de ninar baseada na lenda da cuca). |                                                                                               |                       |                                  |                         |                            |
| 6 | "Stories We Tell Our Young (Histórias que Contamos a Nossos Jovens)"                          | Aaron Lipstadt        | Michael Duggan                   | 6 de dezembro de 2013   | ASA                        |
| Uma doença de um jovem garoto leva a todos acreditarem que estão lidando com um caso de possessão demoníaca. Nick enfrenta seu maior desafio, no entanto, ele e Hank investigam um caso que combina o fenômeno religioso com os negócios obscuros do Conselho Wesen. Enquanto isso, Rosalee fica dividida quando o caso de Nick desafia sua lealdade Wesen. O Capitão Renard deixa a cidade para cuidar de alguns “assuntos de família”. Citação de Abertura: "Nós não acreditamos, só tememos". (Um dos princípios da Mitologia Inuíte) |                                                                                               |                       |                                  |                         |                            |
| 7 | "Cold Blooded (Sangue Frio)"                                                                  | -                     | -                                | 13 de dezembro de 2013  | ASA                        |
| Quando uma onda de crimes mortais começa a emergir, uma lenda urbana centenária toma forma nos esgotos de Portland e se torna o novo caso de Nick. Na Europa, Adalind encontra o príncipe Viktor, que deseja fazer justiça aos responsáveis pela morte do seu primo Eric. Enquanto isso, o capitão Renard responde ao recente atentado contra sua vida. Citação de Abertura: “Mas para os que vivem nos túneis, deixe-os em paz. E quando eles aparecerem, peça por misericórdia.” (Epílogo Nº 40 de “Prólogos e Epílogos” de John Dryden) |                                                                                               |                       |                                  |                         |                            |
| 8 | "Twelve Days of Krampus (Doze dias de Krampus)"                                               | Tawnia McKiernan      | Dan E. Fesman                    | 20 de dezembro de 2013  | ASA                        |
| Uma forma de justiça obscura chega a Portland, no início da época de Natal. Após uma série de adolescentes delinquentes desaparecerem, um antigo conto Wesen sobre um Papai Noel do mal que traz mais do que apenas um pedacinho de carvão (referencia ao livro de Natal de Lemony Snicket, “Um pedaço de carvão”) pode ser o principal suspeito. A investigação se intensifica quando Nick e Hank levam as coisas um pouco longe demais. Enquanto isso, Monroe pede para Juliette ajudá-lo a surpreender Rosalee em seu primeiro Natal juntos, com resultados não intencionais. A viagem do Capitão Renard para a Europa o deixa mais próximo de rastrear Adalind. Citação de Abertura: "Ó Árvore de Natal, ó Árvore de Natal, como são firmes os teus ramos!" (Ó Pinheirinho de Natal: Cantiga de Natal alemã) |                                                                                               |                       |                                  |                         |                            |
| 9 | "Red Menace (Ameaça Vermelha)"                                                                | Allan Kroeker         | Alan DiFiore                     | 3 de janeiro de 2014    | ASA                        |
| Uma criatura com uma capacidade única é o centro de uma investigação alimentada por vingança. Nick e Hank investigam uma criatura que pratica o “curandeirismo”, cuja capacidade contém riscos que superam os benefícios. Enquanto isso, Juliette é atacada por um “amigo”, quando questões domésticas se agravam e Hank encontra a sua fisioterapeuta Zuri. O Capitão Renard, finalmente rastreia Adalind e dá um aviso severo a ela. Citação de Abertura: “Para matar Koschei, 'o Imortal', primeiro você deve encontrar a sua alma, que está escondida num ovo, numa pata posta numa caixa de chumbo enterrada debaixo de uma árvore de carvalho." A morte de Koschei o Imortal conto de fada russo coletado por Alexander Nikolayevich Afanasyev. |                                                                                               |                       |                                  |                         |                            |
| 10 | "Eyes of the Beholder (Olhos de Quem Vê)"                                                     | Peter Werner          | Thomas Ian Griffith              | 10 de janeiro de 2014   | ASA                        |
| Nick e Hank investigam o que parece ser uma rixa de gangues de criaturas, mas as coisas ficam muito complicadas quando a única testemunha do assassinato é o irmão da terapeuta com a qual Hank está flertando. Enquanto isso, Nick e Juliette finalmente decidem contar Alícia que Nick é um Grimm. Citação de Abertura: "Estou feliz esta noite; não olhes para mim, porque eu estou muito envergonhado da minha barganha." O Mercador de Veneza |                                                                                               |                       |                                  |                         |                            |
| 11 | "The Good Soldier (O Bom Soldado)"                                                            | Rashaad Ernesto Green | Rob Wright                       | 17 de janeiro de 2014   | ASA                        |
| Nick e Hank são chamados para o horrível assassinato de um veterano de guerra que trabalhava na segurança de casas. Durante a investigação, eles descobrem que esse pode ser um dos vários assassinatos por vingança em relação a um horripilante encobrimento de crimes atrozes envolvendo membros do exército e militares contratados. Enquanto isto, Monroe acompanha Rosalee numa reunião há muito tempo esperada, com a sua mãe e irmã. Na Europa, Adalind vê indícios do que ela pensa ser seus poderes retornando. Citação de Abertura: "Olho por olho, dente por dente, mão por mão, pé por pé." Lei de talião |                                                                                               |                       |                                  |                         |                            |
| 12 | "The Wild Hunt (A Caçada Selvagem)"                                                           | -                     | -                                | 24 de janeiro de 2014   | ASA                        |
| Nick e Hank investigam um policial assassino que coleciona escalpos de suas vítimas. Enquanto isso, Juliette começa a se comunicar com a mãe de Nick, por e-mail e Adalind se encontra muito perto de ter seu bebê, antes mesmo do que pensava. Os pais de Monroe decidem fazer uma surpresa a ele e Rosalee, chegando de repente em Portland, após saberem as boas notícias. Citação de Abertura: "Volte à noite, eu vou manter a porta fechada para impedir a entrada dos caçadores selvagens." Irmãozinho e Irmãzinha |                                                                                               |                       |                                  |                         |                            |
| 13 | "Revelation (Revelação)"                                                                      | Terrence O'Hara       | David Greenwalt & Jim Kouf       | 28 de fevereiro de 2014 | ASA                        |
| Nick e Hank continuam a caçar um perigoso assassino em série, contando com a ajuda de Juliette. Monroe busca se reconciliar com Rosalee, ao mesmo tempo que tenta convencer seus pais a aceitarem suas escolhas de vida. O Capitão Renard fica sabendo de novas informações, o que o obriga a contatar Adalind, com interesse de manter mãe e bebê a salvos de Viktor. Citação de Abertura: "Ainda assim, depois de um curto período de tempo, a angústia da família novamente se agravou e não havia nenhum alívio, em nenhum lugar a vista." João e Maria |                                                                                               |                       |                                  |                         |                            |
| 14 | "Mommy Dearest (Querida Mamãe)"                                                               | Norberto Barba        | Brenna Kouf                      | 7 de março de 2014      | ASA                        |
| O sargento Wu fica cara a acara com algo que ele não consegue explicar o que é. Um novo predador horrível se arrasta por Portland atrás de dois jovens que são amigos próximos do Sargento Wu. Nick e Hank devem descobrir como lidar com Wu, quando a investigação fica maior. Enquanto isso, Adalind se prepara para uma entrega especial, enquanto seus inimigos a perseguem. Citação de Abertura: “Eu estou indo para uma casa para entrar nela como uma cobra… Eu vou devorar seus bebês e fazer seu coração doer." Livro "Amuletos Bizantinos Medievais Mágicos e sua Tradição", página 35, Jeffrey Spier (Arizona-EUA). É uma fala de Gylou para o arcanjo Miguel. Gylou, Lilith ou Abyzou (também escrito Abizou, Obizu, Obizuth, Obyzouth, Byzou etc) é retratada em amuletos com atributos de peixe ou de serpente. Sua mais completa descrição literária é o compêndio de demonologia conhecido como o Testamento de Salomão, datado por diversos estudiosos desde o século I a.C. até o quarto. É o nome de um demônio feminino, acusada de ser responsável por abortos e mortalidade infantil, motivada por inveja, pois ela mesma era estéril. |                                                                                               |                       |                                  |                         |                            |
| 15 | "Once We Were Gods (Uma Vez Que Éramos Deuses)"                                               | Steven DePaul         | Alan DiFiore                     | 14 de março de 2014     | ASA                        |
| Vera Gates é uma professora de arqueologia brilhante, jovem e animada que começa a estudar um sarcófago de 3.000 anos. O que torna esta descoberta especialmente única, no entanto, é que o sarcófago está decorado com uma escultura de Anúbis, o deus egípcio dos mortos, em oposição a escultura típica do sarcófago, que deveria ser de um faraó. Nick e Hank encontram-se no meio de uma disputa antiga e as coisas esquentam quando o Conselho Wesen decide se envolver. Rosalee e Monroe narram toda a história Wesen. O sargento Wu ainda está se recuperando dos eventos que recentemente testemunhou. Na Europa, um dos membros mais fiéis da resistência é descoberto durante a tentativa de proteger Adalind. Citação de Abertura: “Você não deve tornar-se corrupto, você não deve tornar-se pútrido, você não deve tornar-se um verme." O Livro dos Mortos |                                                                                               |                       |                                  |                         |                            |
| 16 | "The Show Must Go On (O Show Tem que Continuar)"                                              | Paul A. Kaufman       | Marc Gaffen & Kyle McVey         | 21 de março de 2014     | ASA                        |
| Heidg é um mestre de cerimônias de um carnaval itinerante, um artista acima de tudo. Ele é muito orgulhoso do que construiu na vida e está sempre disposto a fazer qualquer coisa para que seus artistas realizarem o melhor show possível. Um duplo homicídio leva Nick e Hank a uma feira onde os atores não são o que parecem. Para ter uma melhor compreensão do que se passa nos bastidores Rosalee e Monroe vão disfarçados. Quanto ao casamento, Monroe tem uma pergunta muito importante para fazer a Nick. Na Áustria, um membro valioso da resistência faz o último sacrifício para ajudar Adalind. Citação de Abertura: "Sob tais condições, o que é mal na natureza humana vem à tona." Citação de Theodore Roosevelt, na obra “Através da Selva Brasileira” -Through the Brazilian Wilderness – obra de 1914, escrita durante a Expedição Científica Rondon-Roosevelt. |                                                                                               |                       |                                  |                         |                            |
| 17 | "Synchronicity (Sincronicidade)"                                                              | David Solomon         | Michael Duggan & Michael Golamco | 4 de abril de 2014      | ASA                        |
| Os planos da resistência para manter Adalind segura são traçados com muita segurança, quando uma aliada inesperada chega para garantir a saída dela e de seu bebê na Europa. Em Portland, Monroe e Rosalee se preparam para o seu casamento. Nick e Juliette acabam lembrando seu noivado fracassado. Citação de Abertura: "Em todo caos há um cosmos, em toda desordem uma ordem oculta." Citação de Carl Gustav Jung, em Arquétipos do Inconsciente Coletivo. |                                                                                               |                       |                                  |                         |                            |
| 18 | "The Law of Sacrifice (A Lei do Sacrifício)"                                                  | Terrence O'Hara       | Michael Duggan & Michael Golamco | 11 de abril de 2014     | ASA                        |
| A realeza recruta um agente do FBI corrupto e dois Verrat para encontrar o bebê e matar Adalind e Renard. Quando o príncipe Viktor chega; Nick, sua mãe e Renard elaboram um plano para acabar com esse impasse de uma vez por todas. Citação de Abertura: - "A rainha apavorada ofereceu ao pequeno homem todas as riquezas do reino, mas somente se ele deixasse o bebê em paz." Citação de Rumpelstilzchen, personagem de Contos para Crianças e para o Lar dos Irmãos Grimm. |                                                                                               |                       |                                  |                         |                            |
| 19 | "Nobody Knows the Trubel I've Seen (Ninguém conhece a "Encrenca" que vi)"                     | Norberto Barba        | David Greenwalt & Jim Kouf       | 25 de abril de 2014     | ASA                        |
| Nick e Hank investigam uma suspeita perigosa que deixa um rastro de mortes entre os Wesen. Adalind pretende agir por conta própria, mesmo que isso signifique selar uma aliança perigosa. Citação de Abertura: - "Ninguém conhece as encrencas que vivi / Ninguém conhece o meu sofrimento." Música gravada por Louis Armstrong. |                                                                                               |                       |                                  |                         |                            |
| 20 | "My Fair Wesen (Minha Bela Criatura)"                                                         | Clark Mathis          | Thomas Ian Griffith & Rob Wright | 2 de maio de 2014       | ASA                        |
| Nick se esforça para orientar Teresa “Trubel” Rubel, uma Grimm, sobre a melhor forma de lidar com o mundo que ela está conhecendo pela primeira vez e decide que é melhor levá-la para um passeio junto com Hank. Eles se encontram e começam a investigar o homicídio de uma jovem mulher. Enquanto isso, Adalind faz uma descoberta por meio da qual ela espera recuperar algo que perdeu. Citação de Abertura - "Deixou de ser um pássaro cinza, escuro, feio e desagradável de se ver, mas um cisne gracioso e bonito." Hans Christian Andersen, O Patinho Feio |                                                                                               |                       |                                  |                         |                            |
| 21 | "The Inheritance (A Herança)"                                                                 | Eric Laneuville       | Dan E. Fesman                    | 9 de maio de 2014       | ASA                        |
| Nick e Hank são chamados para investigar um duplo homicídio, e rapidamente prendem os suspeitos, que eram de uma seção especial da Verrat encarregada de encontrar objetos raros pertencentes ao mundo das criaturas. Teresa Trubel se envolve com uma misteriosa dupla - pai e filho - que cruza o país em uma tentativa desesperada para entregar a carga de valor inestimável para o “Grimm de Portland". Enquanto isso, o capitão Renard começa a suspeitar do comportamento recente de Adalind e, secretamente, decide colocá-la sob vigilância Citação de Abertura: - "Não', disse o rei. 'Prefiro morrer do que colocá-lo em tão grande perigo pois é o que você deve se deparar em sua jornada". A Água da Vida |                                                                                               |                       |                                  |                         |                            |
| 22 | "Blond Ambition (Ambição Loira)"                                                              | Norberto Barba        | David Greenwalt & Jim Kouf       | 16 de maio de 2014      | ASA                        |
| Monroe e Rosalee têm um grande dia e sua alegria será acompanhada por uma "dor de cabeça" inesperada para aqueles que lhes são próximos. Nick e Juliette fazem algo surpreendente que poderia abalar a relação de seu núcleo. Enquanto isso, Adalind prossegue com um plano delicadamente elaborado que leva a um evento catastrófico que vai alterar o curso da jornada de Nick. Citação de Abertura: - "Retroceda, retroceda, ó noiva bonita. Dentro desta casa você não deve permanecer. É aqui que coisas perversas acontecem". A Noiva do Ladrão |                                                                                               |                       |                                  |                         |                            |